# Dekanat proszowicki
Dekanat proszowicki – jeden z 33 dekanatów rzymskokatolickiej diecezji kieleckiej. Tworzy go 10 parafii:
- Bobin – pw. św. Anny – Matki Najświętszej Maryi Panny
- Dobranowice – pw. Podwyższenia Krzyża Świętego
- Hebdów – pw. Wniebowzięcia Najświętszej Maryi Panny
- Klimontów – pw. Najświętszej Maryi Panny Królowej Polski
- Koniusza – pw. św. Piotra i Pawła App.
- Kościelec – pw. św. Wojciecha b. m.
- Nowe Brzesko – pw. Wszystkich Świętych
- Proszowice – pw. Wniebowzięcia Najświętszej Maryi Panny
- Sierosławice – pw. Matki Bożej Częstochowskiej
- Żębocin – pw. św. Stanisława BM

## Galeria

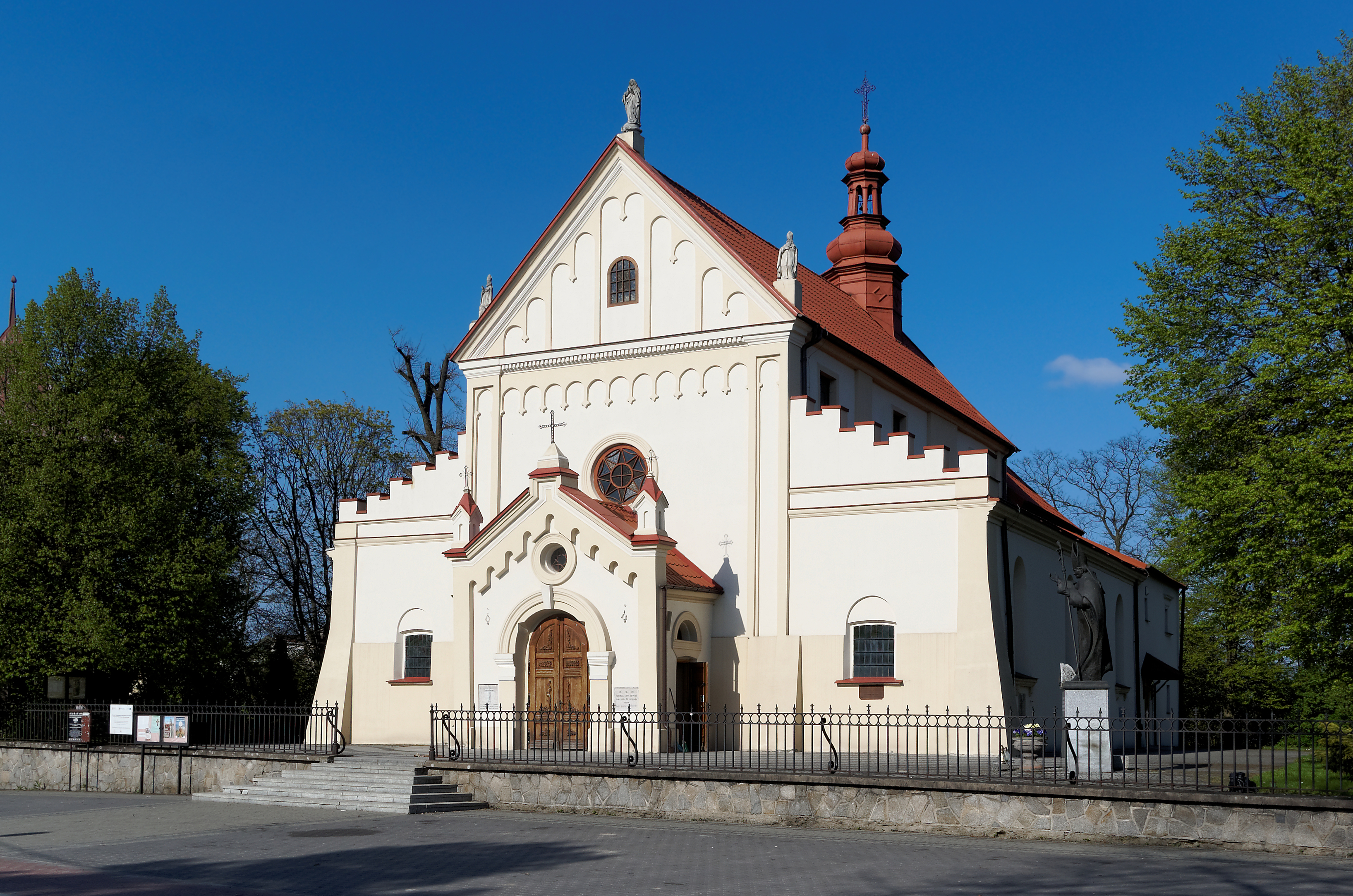
Kościół w Nowym Brzesku
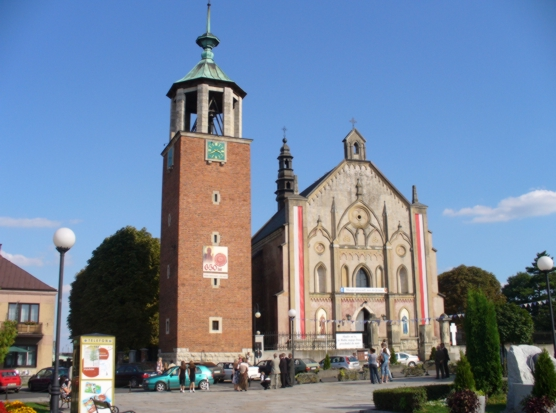
Kościół w Proszowicach
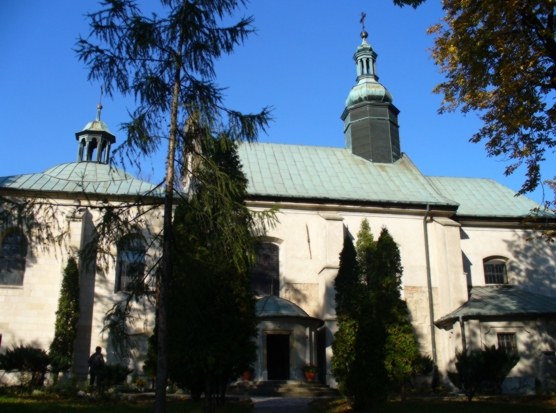
Kościół w Koniuszy
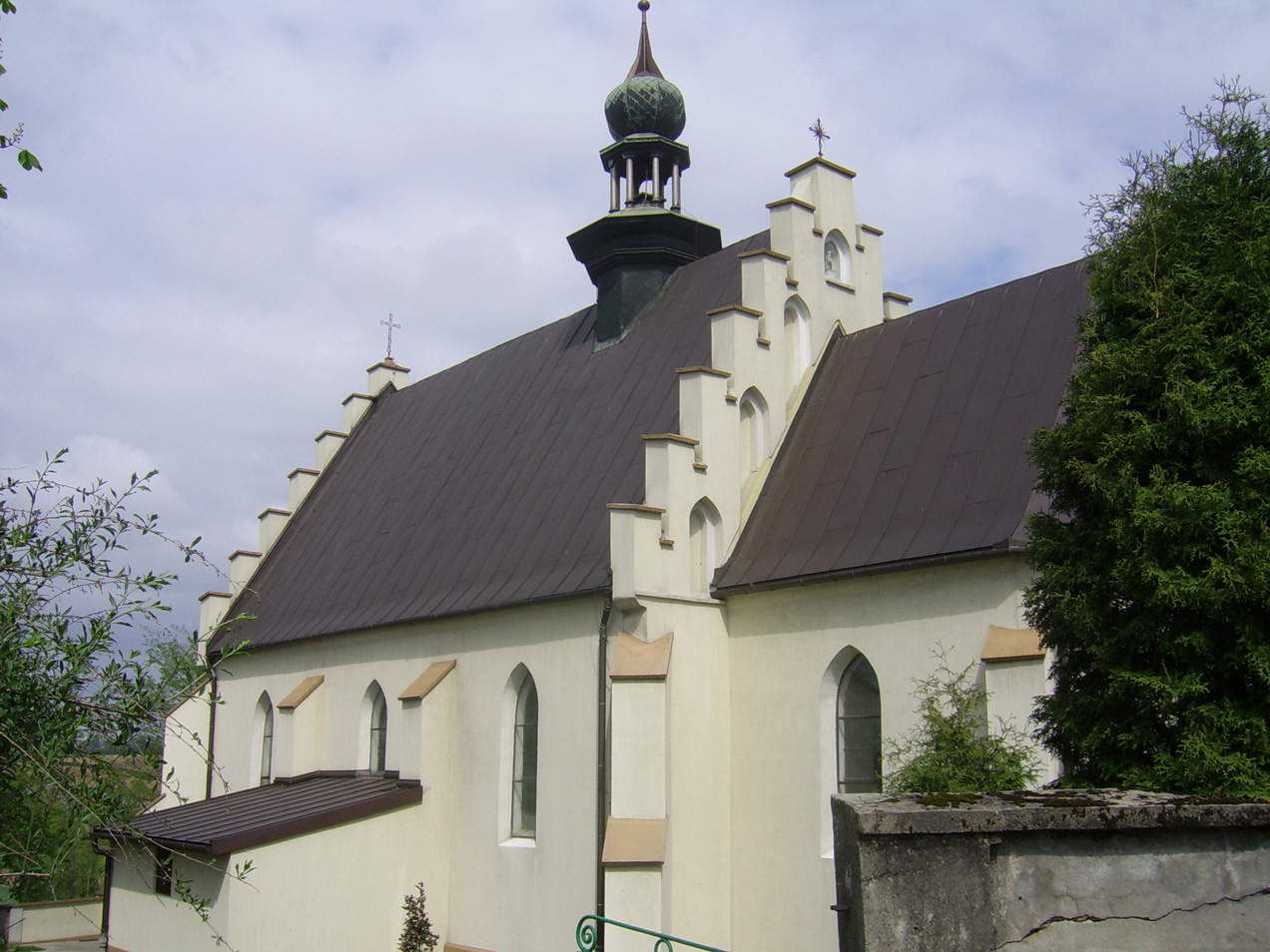
Kościół w Dobranowicach
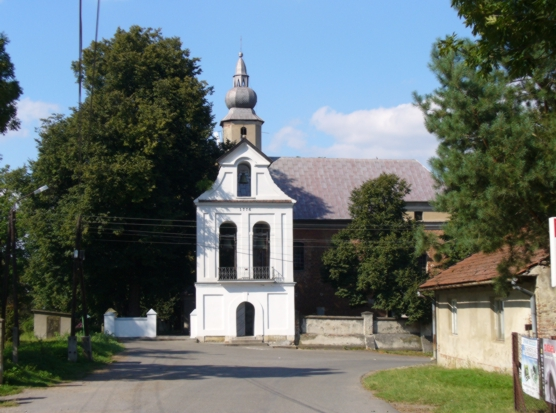
Kościół w Żębocinie
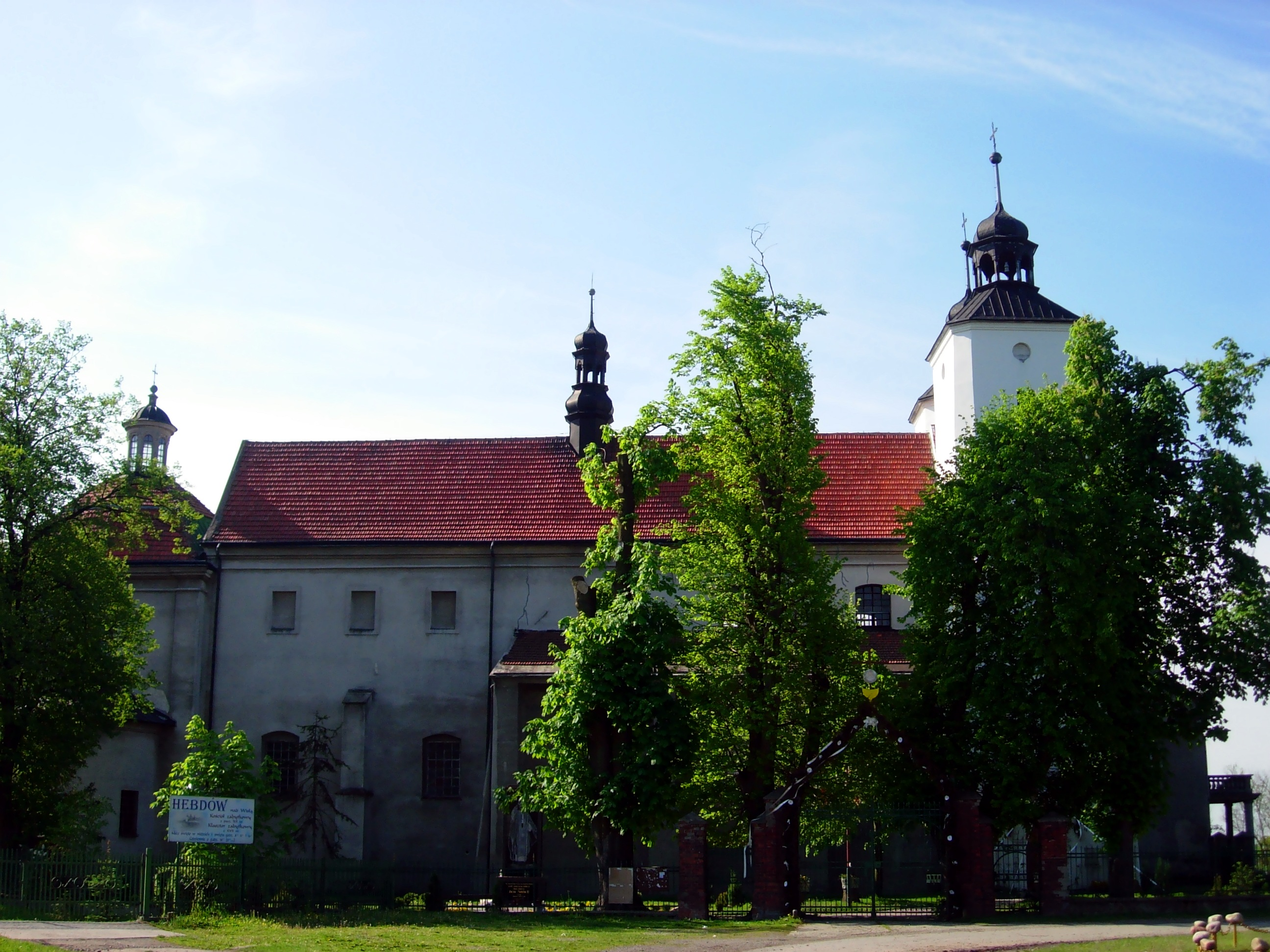
Kościół w Hebdowie
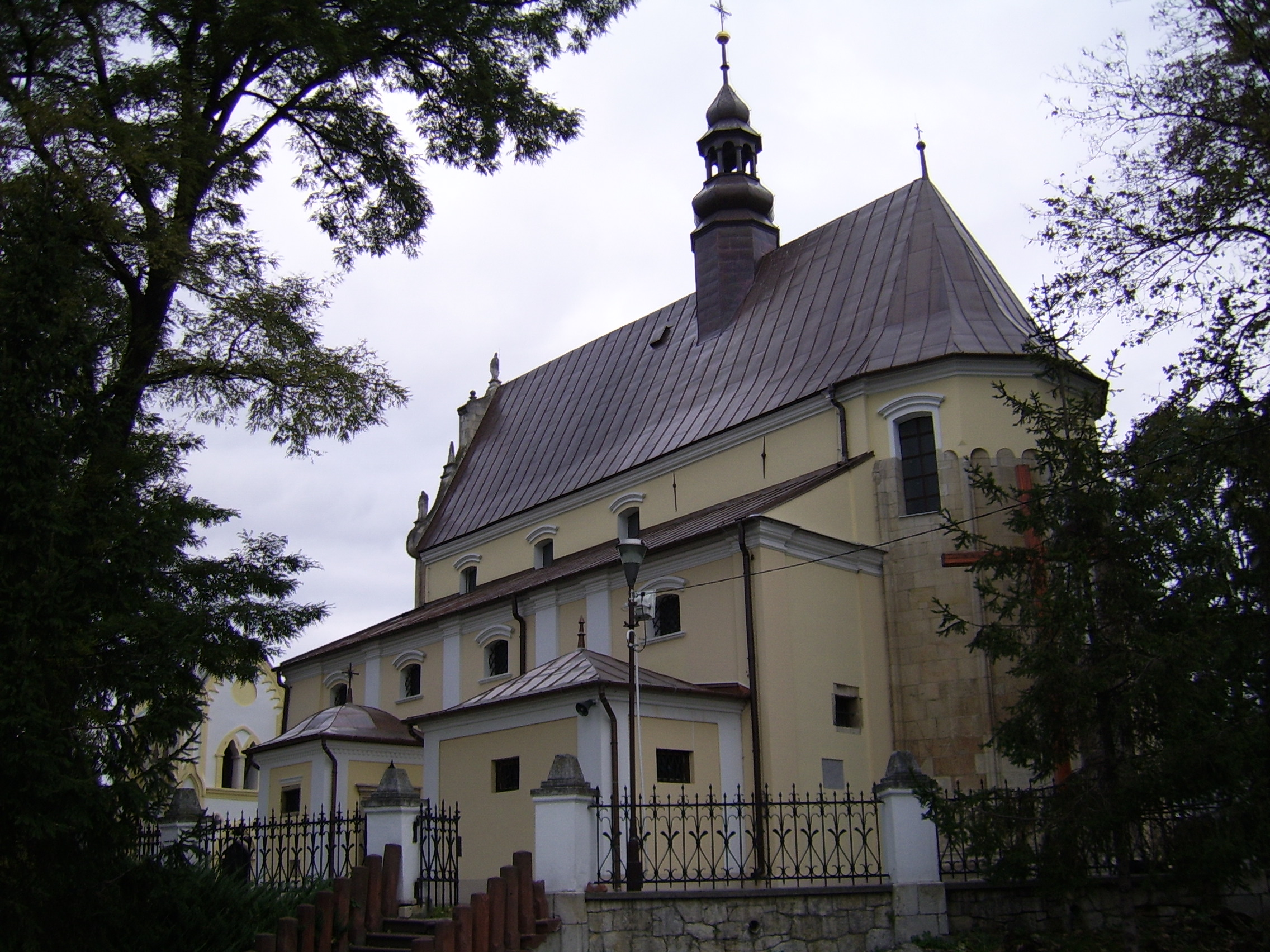
Kościół w Kościelcu